# 波士尼亞與赫塞哥維納的塞爾維亞人
塞爾維亞人是波士尼亞與赫塞哥維納的三大民族之一，他們主要居住在塞族共和國。
按照1991年的人口普查，波士尼亞與赫塞哥維納的塞爾維亞族人口有1,366,104人，佔波赫總人口的31.2％。2013年10月進行的人口普查則未公佈塞爾維亞人的認可數據。塞爾維亞族分佈在波赫各地，但主要集中在塞族共和國。塞族共和國約88%的人口是塞爾維亞族。大多數波赫的塞爾維亞族信奉塞爾維亞正教會。